# Syed Nazrul Islam
Syed Nazrul Islam (bengali : সৈয়দ নজরুল ইসলাম Soiod Nozrul Islam) né ne 1925 à Kishoreganj, dans la présidence du Bengale, aux Indes britanniques et décédé le 3 novembre 1975 à Dacca, au Bangladesh,était un politicien bangladais et un dirigeant de la Ligue Awami. Pendant la guerre de libération du Bangladesh, il a été déclaré vice-président du Bangladesh par le gouvernement provisoire. Il a assumé la présidence par intérim en l'absence du Sheikh Mujibur Rahman.

## Jeunesse
Syed Nazrul Islam est né en 1925 à Jashodal Dampara dans le district de Kishoreganj (alors district de Mymensingh) de la province du Bengale. Il a obtenu des diplômes en histoire et en droit de l'université de Dhaka et a été un leader politique étudiant actif au sein de la ligue musulmane. Nazrul a été capitaine des équipes de cricket et de hockey de son collège et a participé au mouvement pakistanais. Il est entré dans la fonction publique du Pakistan en 1949 mais a démissionné en 1951 pour travailler comme professeur d'histoire au Collège Anandmohan à Mymensingh, où il a également pratiqué le droit.

## Carrière politique
La carrière politique de Syed Nazrul a commencé lorsqu'il a rejoint la Ligue musulmane Awami et participé au mouvement linguistique en 1952, pour lequel il a été arrêté par la police pakistanaise. Il s'élèvera à divers postes de direction provinciaux et centraux du parti, devenant ainsi un proche confident du chef du parti, Sheikh Mujibur Rahman. Il a été emprisonné pendant la demande du mouvement en six points. Il a été élu à l'Assemblée nationale du Pakistan en 1970, où il a été brièvement chef adjoint de la majorité. Après l'arrestation de Mujib le 25 mars 1971 par les forces pakistanaises, Nazrul s'est enfui à Mujibnagar avec d'autres chefs de parti et a proclamé l'indépendance du Bangladesh. Mujib a été élu président du Bangladesh, mais Nazrul en assumera la présidence par intérim, avec Tajuddin Ahmad comme premier ministre. Nazrul a joué un rôle clé dans la direction de la cause nationaliste, la coordination de la guérilla Mukti Bahini et le soutien de l'Inde et d'autres nations.
Après l'indépendance du Bangladesh, Nazrul a été nommé ministre de l'Industrie, leader adjoint du parlement et membre du comité constitutionnel. Lorsque Mujib a interdit d'autres partis politiques et a assumé de vastes pouvoirs en tant que président en 1975, Nazrul a été nommé vice-président de la Ligue Krishak Sramik Awami du Bangladesh (BAKSAL), la Ligue Awami rebaptisée.

## Mort
Après l'assassinat du Sheikh Mujibur Rahman le 15 août 1975, Nazrul s'est enfui dans la clandestinité avec d'autres fidèles moudjibistes tels que Tajuddin Ahmad, Abul Hasnat Muhammad Kamaruzzaman et Muhammad Mansur Ali, mais a finalement été arrêté par le régime du nouveau président Khondaker Mostaq Ahmad. Les quatre dirigeants ont été emprisonnés dans la prison centrale de Dhaka et assassinés le 3 novembre dans des circonstances controversées et mystérieuses. Plusieurs personnes furent accusés pour les meurtres, dont Khairuzzaman.
Cette journée est commémorée chaque année à l'occasion de la Journée de l'assassinat d'un détenu au Bangladesh, le Jail Killing Day. Le capitaine Kismat Hashem a été condamné à la prison à vie pour ces meurtres. Il est mort d'un arrêt cardiaque au Canada.

## Héritage
Le Shahid Syed Nazrul Islam Medical College de Kishoreganj, géré par le gouvernement, est nommé en sa mémoire. Sayed Ashraful Islam est le fils de Sayed Nazrul Islam.